# Iardinis mussardi
Espèce
Iardinis mussardi est une espèce d'araignées aranéomorphes de la famille des Symphytognathidae.

## Distribution
Cette espèce est endémique du Tamil Nadu en Inde,. Elle se rencontre vers Pollachi.

## Description
Le mâle holotype mesure 0,73 mm.

## Étymologie
Cette espèce est nommée en l'honneur de Robert Mussard.

## Publication originale
- Brignoli, 1980 : On few Mysmenidae from the Oriental and Australian regions (Araneae). Revue Suisse de Zoologie, vol. 87, p. 727-738 (texte intégral).